# Hidinge gamla kyrka

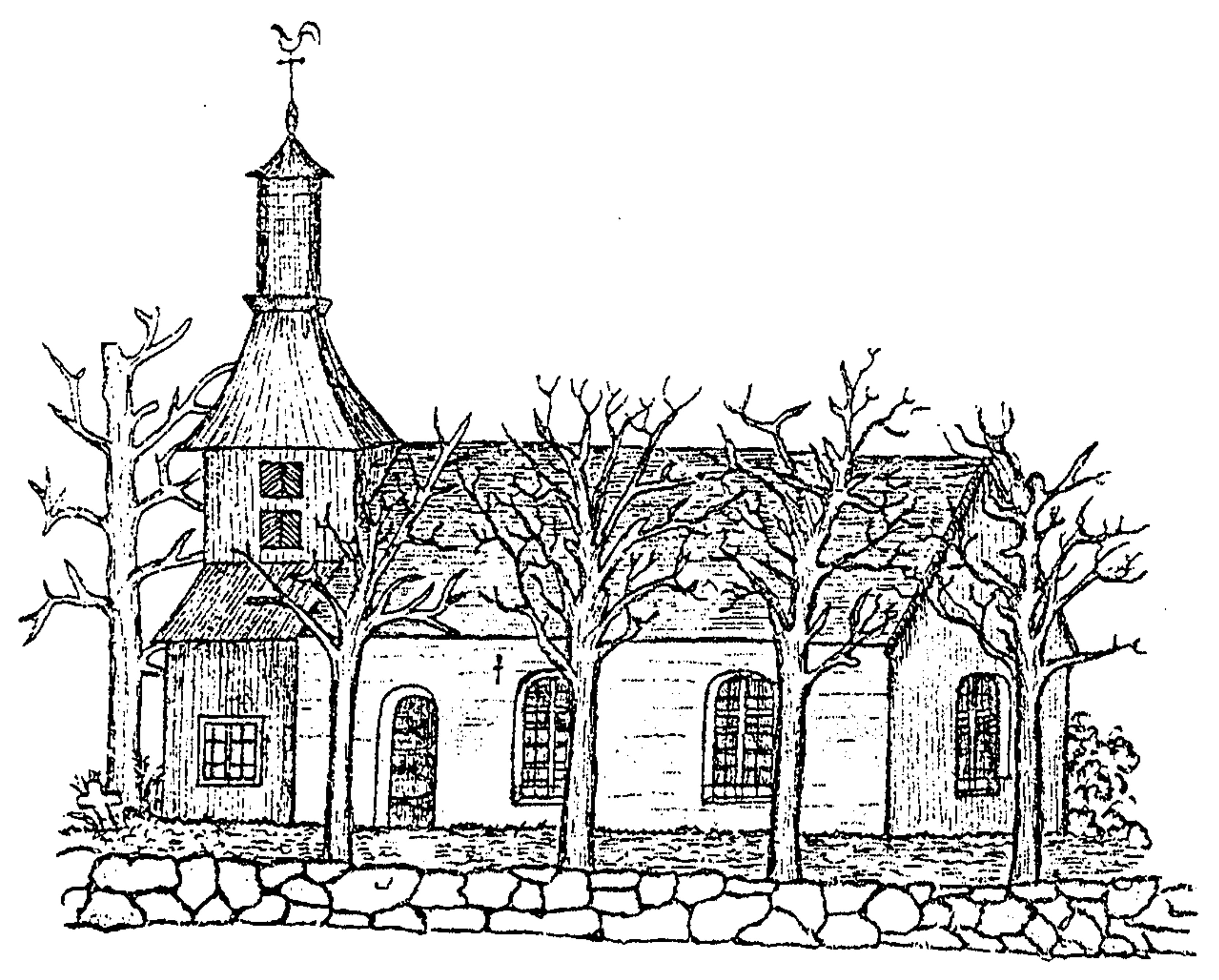
Hidinge gamla kyrka tecknad 1865 av Herman Hofberg.

Hidinge gamla kyrka är en kyrkobyggnad som tillhör Knista församling i Strängnäs stift. Kyrkan ligger i Hidinge socken i Lekebergs kommun.

## Kyrkobyggnaden
Stenkyrkan uppfördes på 1200-talet. 1694 tillkom ett kyrktorn av trä vid västra kortsidan. Kyrkorummet hade från början ett trätunnvalv som senare på medeltiden ersattes av tre kalkstensvalv. Samtidigt förlängdes kyrkan åt öster och nuvarande sakristia uppfördes. Vid mitten 1800-talet räckte inte kyrkan till och en ny måste byggas. När Hidinge nya kyrka färdigställdes 1869 övergavs gamla kyrkan. 1872 revs kyrktornet. 1922-1924 renoverades kyrkan och efter ännu en renovering 1937 återinvigdes kyrkan.
I sin nuvarande form består kyrkan av ett rektangulärt långhus med rakt avslutat kor i öster. Norr om koret finns en vidbyggd sakristia. Långhus och sakristia har sadeltak som är belagda med spån.
Nuvarande klockstapel uppfördes på 1960-talet.

## Inventarier
- Dopfunten är från medeltiden.
- Järndörren till sakristian och ekdörren i södra väggen är från medeltiden.
- En piporgel installerades 1958.
- Nuvarande altarprydnad tillkom på 1990-talet.

### Orgel
- En piporgel installerades 1958 och hade 5 stämmor.
- Den nuvarande orgeln som används är ett harmonium.

### Webbkällor
- byggnadspresentation
- anläggningspresentation
- Knista församling